# Batalla del Paso de Shipka
La Batalla del Paso de Shipka es la batalla clave de la Guerra ruso-turca (1877-1878).
En la práctica, se trata de la protección del paso de montaña por Montes Balcanes, cuyo control permitirá al ejército otomano del sur en Tracia acudir al rescate y unirse al de Osmán Pashá, rodeado en el Sitio de Pleven.
Según el plan estratégico del mando militar otomano durante la guerra, el éxito de este plan permitiría al Imperio Otomano expulsar al Imperio Ruso de los Balcanes y así ganar la guerra. Esto no sucede solo gracias a la heroica defensa del paso por parte de la Milicia Popular Búlgara y las guerras rusas, que se libran bajo la bandera de Samara.
La exitosa defensa del paso permitió al Ejército Imperial Ruso en 1878 descender sobre Sofía a principios de 1878 y desde allí a través de Tracia y Constantinopla, completando con éxito su misión Tratado de San Stefano y respectivamente con la Liberación de Bulgaria.
En 1934, en memoria del evento en Shipka Peak, se inauguró un monumento: el Monumento a la Libertad.